# Clarksburg (Virginie-Occidentale)
Pour les articles homonymes, voir Clarksburg.
La ville de Clarksburg est le siège du comté de Harrison, dans l’État de Virginie-Occidentale, aux États-Unis, le long de la rivière West Fork. Sa population s’élevait à 16 578 habitants lors du recensement de 2010, estimée à 15 480 habitants en 2018.

## Histoire
La ville a été fondée en 1785. À l’époque, elle faisait partie de la Virginie. Elle a été nommée en honneur du général George Rogers Clark.
Durant la majeure partie du XXe siècle, Clarksburg était un centre industriel et de manufacture, surtout dans l’industrie du verre. L’extraction du charbon a été importante dans la première moitié du XXe siècle.

### À noter
Depuis 1995, Clarksburg est le siège de la division des services d’information de la justice criminelle du FBI. C’est la plus grande division de l’agence. Le système d’identification des empreintes digitales et des antécédents judiciaires se trouve également dans cette installation. Les vérifications effectuées au niveau national lorsqu’un individu souhaite acheter une arme à feu s’y déroulent aussi.

## Transports
Clarksburg possède un aéroport  (Harrison/Marion Regional Airport, appelé autrefois Benedum Airport, code AITA : CKB, code OACI : KCKB, codes FAA LID : CKB).

## Galerie photographique

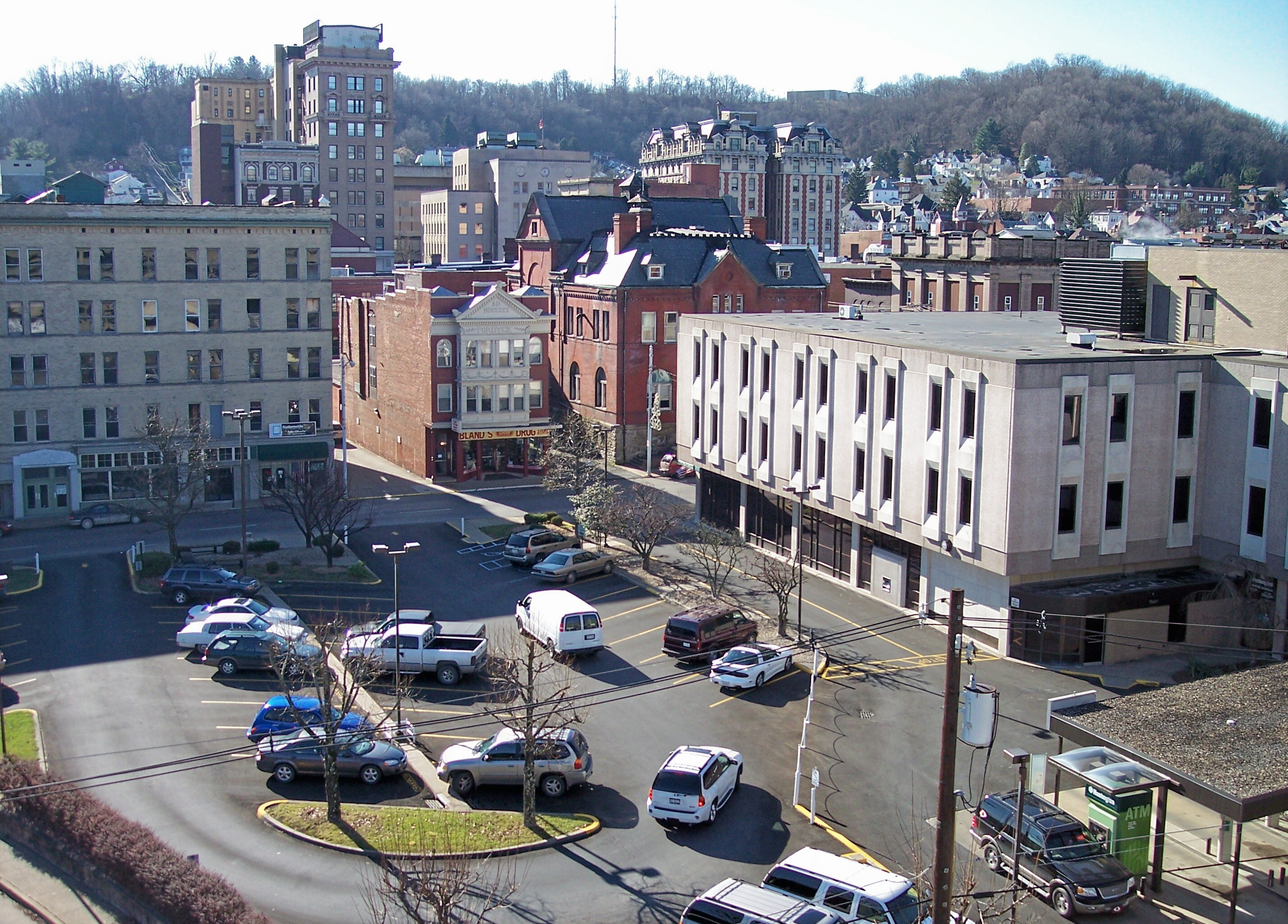
Le centre-ville de Clarksburg en 2006.
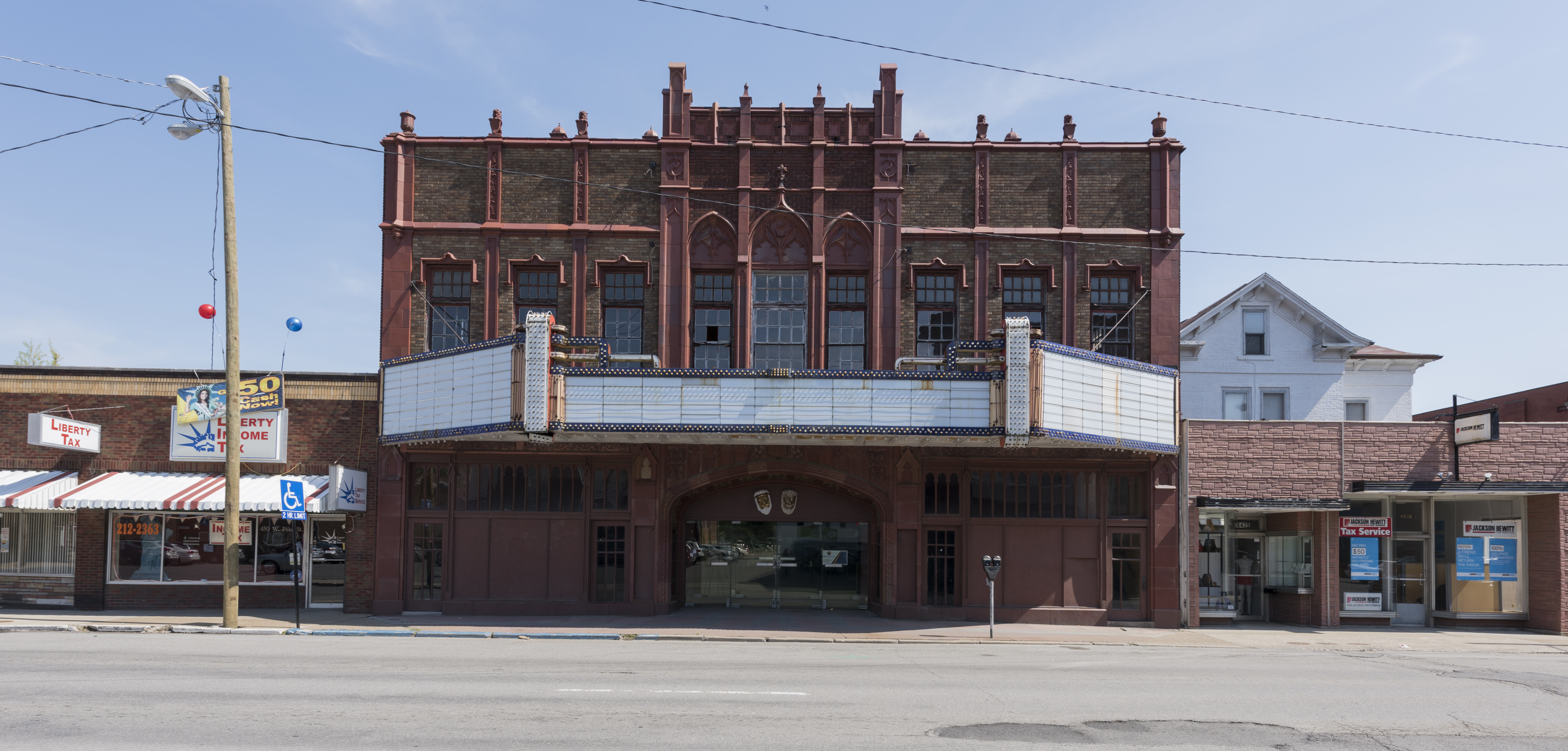
Le Rose Garden Theater, aujourd’hui abandonné.

## Source
- (en) Cet article est partiellement ou en totalité issu de l’article de Wikipédia en anglais intitulé « Clarksburg, West Virginia » (voir la liste des auteurs).

1. ↑  (en) « Population and Housing Unit Estimates » (consulté le 4 juin 2019)
2. ↑  (en) Bureau du recensement des États-Unis, « Census of Population and Housing » (consulté le 27 août 2013)